# Model van de Vliegende Ganzen
Het model van de Vliegende Ganzen (ook wel bedrijfsmigratie genoemd) is de economische theorie over het vestigingsbeleid van multinationals.
Multinationals zijn voortdurend op zoek naar de vestigingsplaats met de beste comparatieve voordelen. Comparatieve voordelen zijn de voordelen die de vestigingsplaats voor de multinational biedt, zoals lage loonkosten, gemuilkorfde vakbonden en goede infrastructuur, die men vaak in Speciale Economische Zones vindt. Vooral belangrijk is de beschikbaarheid van productierelevante goederen. Multinationals vestigen zich vervolgens in de vestigingsplaats met de beste comparatieve voordelen.
Doordat comparatieve voordelen veranderen kunnen andere vestigingsplaatsen voordeliger worden voor de multinationals. Meestal gebeurt dit doordat lonen in lagelonenlanden gedurende hun ontwikkeling stijgen. De multinational vertrekt vervolgens naar een nieuwe vestigingsplaats met betere comparatieve voordelen. De oude vestigingsplaats laat hij in crisis achter: door hun vertrek ontstaat er massale werkloosheid. Daarnaast laten de multinationals ook hun vervuiling en milieurampen achter.
In het model van de Vliegende Ganzen stellen de multinationals vliegende ganzen voor, die neerstrijken op de voor hen gunstige vestigingsplaatsen, en weer vertrekken en verder vliegen als de omstandigheden ongunstiger worden.
Daarnaast maakt het model van de Vliegende Ganzen deel uit van de economische transitie van landen.